# Херсонский трамвай
Херсо́нский трамва́й (укр. Херсо́нський трамва́й) — трамвайная система, которая проектировалась в городе Херсоне, но так и не была открыта.

## История
В 1906 году Херсонская городская дума издала декрет «Об устройстве в городе Херсоне конного трамвая». Однако позже были произведены расчёты, которые показали, что строительство в городе конного трамвая было бы экономически невыгодным. В то же время существовала идея проложить электрический трамвай: местные газеты напечатали бюджет строительства и даже схему маршрутов (их должно было быть два). Это, вероятно, послужило причиной появления мифа о том, что в Херсоне трамвай действовал еще с 1892 года.
В 1939 году николаевская газета «Большевистское племя» (выпуск от 12 августа) написала:
С 10 августа 1939 года несколько дней работал сотрудник «Дипрограда» инженер Клейнерман М. А., который занимался изысканиями трамвайных трасс и выявлением объема проектных работ <...> Проект трамвайного пути общей длиной 28 км, который свяжет Вокзал с пристанью, центром города и окрестностями

### Миф о существовании конки в Херсоне
На сайте «Транспорт Херсона» упоминается, что в Херсоне с 1892 года работал конный трамвай. Но это утверждение недостоверно, ведь против него свидетельствуют следующие факты:
- во-первых, ни в каких других источниках, кроме этого сайта, подобного упоминания нет;
- во-вторых, нет никаких фотографий херсонского конного трамвая;
- в-третьих, городская дума Херсона только в 1906 году издала декрет «Об устройстве в городе конного трамвая», так что конный трамвай не мог появиться в 1892 году, как пишет сайт;
- в-четвертых, сайт не указывает дату закрытия конного трамвая.